# Savka

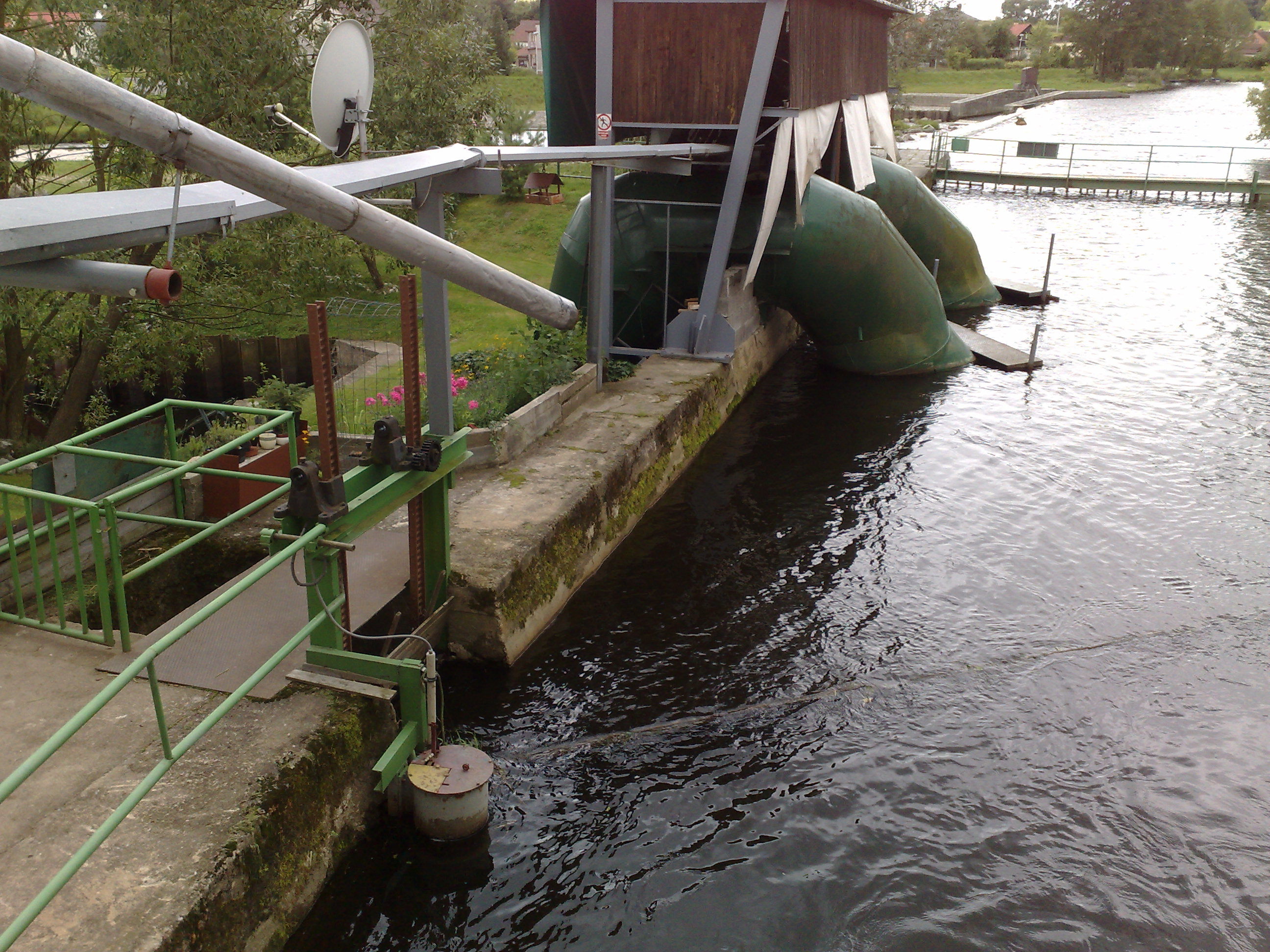
Savka přepadové turbíny

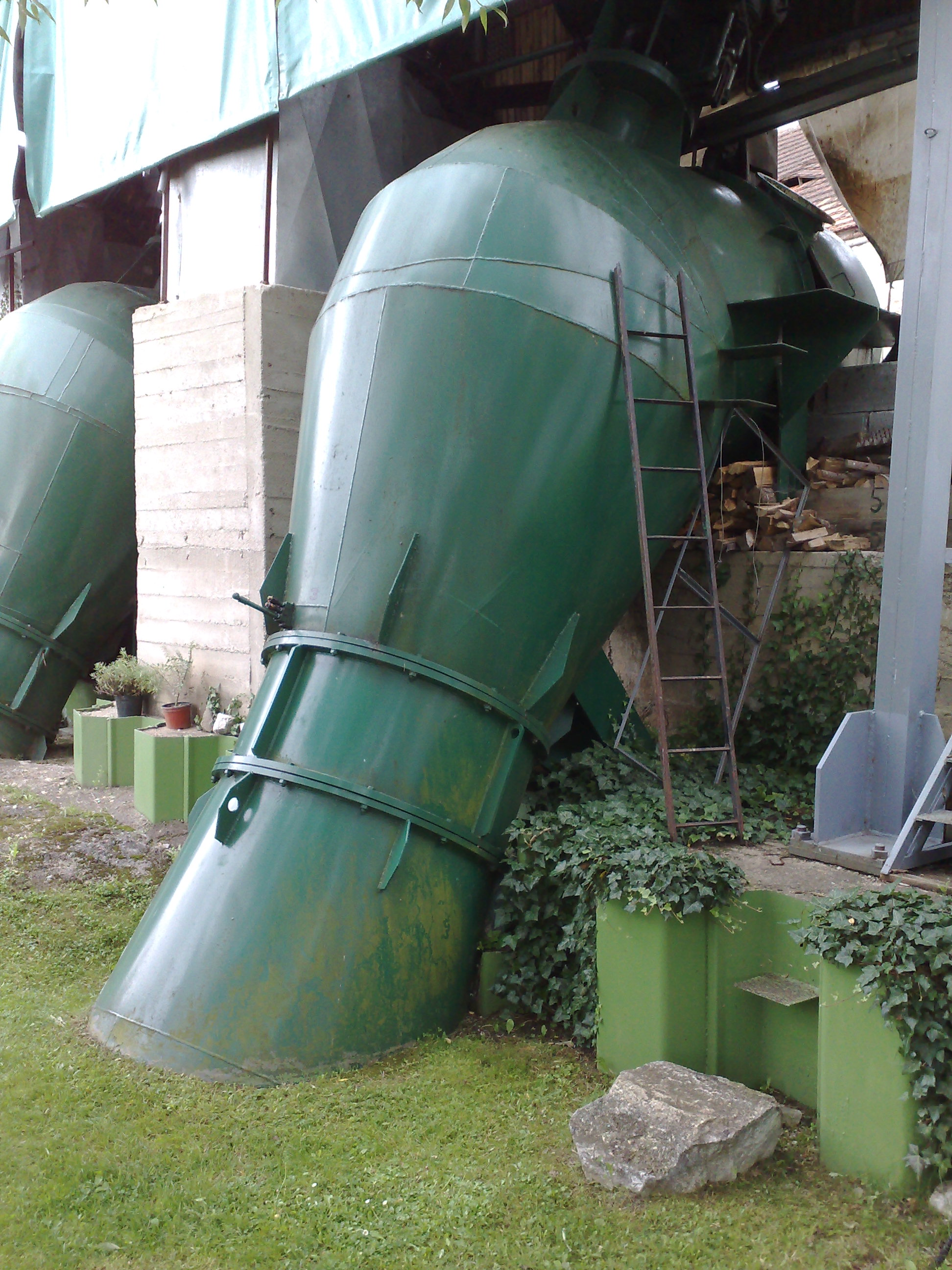
Savka přepadové turbíny

Savka (sací roura) je příslušenství přetlakových turbín (tj. Francisovy a Kaplanovy). Je to pozvolna se rozšiřující vzduchotěsná trubice, většinou kruhového průřezu, umístěná za oběžným kolem přetlakové turbíny a zanořená do spodní vody pod turbínou. Savka vytváří za oběžným kolem podtlak a tím zvyšuje efektivitu turbíny.
Podtlak vzniká jako výsledek dvou efektů:
Hydrostatický efekt umožňuje energetické využití výškového rozdílu mezi odtokem z oběžného kola a hladinou spodní vody. V savce vzniká podtlak odpovídající výšce savky.
Hydrodynamický efekt umožňuje rekuperaci části kinetické energie vody opouštějící turbínu. Dosahuje se toho díky pozvolnému rozšíření průtočného průřezu savky (úhel max. 10°). V rozšiřující se trubici je voda nucena zaujmout větší prostor; aby jej vyplnila, musela by plynout pomaleji (podle rovnice kontinuity, resp. Bernoulliho rovnice). Protože však tekutina má stále značnou rychlost (a setrvačnost), vzniká v savce výrazný podtlak, který se přenáší na lopatky oběžného kola. Voda tedy koná práci na úkor své vnitřní (kinetické) energie.
Díky savce může být turbína umístěna i relativně vysoko nad spodní hladinou. V praxi se délka savky omezuje, aby se předešlo kavitaci. V závislosti na orientaci osy turbíny se instaluje savka přímá nebo kolenová.